# Sid Wilson
Sidney George Wilson (* 20. ledna 1977) je americký hudebník zvaný též Ratboy, DJ Moonboots, Monkeyboy nebo #0. Známý především díky svému působení v kapele SlipKnoT, věnuje se ale také svému vlastnímu projektu s názvem DJ Starscream.
Sid Wilson je původem z Anglie a je členem skupiny SlipKnoT. Slouží jako DJ a hudebník kapely. Jeho předchozí zaměstnání se týkala víceméně mixování hudby, působil jako DJ v Des Moines a Omaze. Mezi jednu z jeho významných úchylek patřilo například zapalování desek, s nimiž hrál. Později měl ale vážné problémy s policií, a tak od toho raději ustoupil. Netají se tím, že mezi jeho oblíbence patří skupina Beastie Boys.
Sid se narodil se šesti prsty na každé ruce, ty mu ale byly ihned po narození odstraněny. Shawn Crahan o tom řekl: ,,Odstranili mu ty prsty, protože se to nelíbilo společnosti. Víte, o co nás tím ochudili? Víte, co by dokázal jako DJ s těmi extra prsty?" Pokud Sid nescratchuje, tak běhá po pódiu nebo skáče mezi diváky (odtud jeho přezdívka Monkey Boy). Dříve trpěl Organic syndromem (jak to nazvala kapela). Tzn., že měl nedostatek kyslíku a půl show nevěděl, kde je nebo co dělá. V těchto situacích ho udržel pouze Shawn (viz klip Wait And Bleed na konci se spolu perou). Těmito stavy trpěl zejména kvůli jeho původní masce – upravená plynová maska (doma jich má prý devět a každá má své jméno), kam se mu nedostávalo moc vzduchu.
Zatím nejhorší Sidův úraz u SlipKnoT byla zlomenina obou patních kostí a následné zrušení několika koncertů a upoutání na kolečkové křeslo. Později vystupoval s holí v ruce.
12. května 2022 oznámil na svém Instagramu, že jeho přítelkyně Kelly Osbourne je těhotná.